# Владимирица
Владимирица, още Ладомерица или Владомирица (на албански: Lladomericë или Lladomerica), е село в Албания, в община Булкиза (Булчица), административна област Дебър.

## География
Селото е разположено в историкогеографската област Голо бърдо, до границата със Северна Македония.

## История

### В Османската империя
В „Етнография на вилаетите Адрианопол, Монастир и Салоника“, издадена в Константинопол в 1878 година и отразяваща статистиката на населението от 1873 година Владомирица (Vladomiritza) е посочено като село със 17 домакинства с 42 жители помаци. Според статистиката на Васил Кънчов („Македония. Етнография и статистика“) в Радомирица живеят 440 души българи мохамедани.
На Етнографската карта на Битолския вилает на Картографския институт в София от 1901 година Владимирци е чисто помашко (българомохамеданско) село в Дебърската каза на Дебърския санджак с 60 къщи.

### В Албания
След Балканската война в 1912 година Ладомерица попада в Албания.
В 1915 година, по време на Първата световна война, селото е анексирано от Царство България. Към 1 март 1916 година Владимирица е част от Малоостренската община на българската Дебърска околия.
В рапорт на Сребрен Поппетров, главен инспектор-организатор на църковно-училищното дело на българите в Албания, от 1930 година Владимирци е отбелязано като село със 100 къщи българи мохамедани.
В 1940 година Миленко Филипович пише че Владимирица, Ладимерица, Ладомирица е село в долината на Мирешката река или Мирешица, което има около 150 къщи „сърби мюсюлмани“. В миналото в селото е имало и православна църква.
Според Божидар Видоески във Владимирица живеят „македонци мюсюлмани“.
До 2015 година селото е част от община Острени.